# Ranger (Fahrgeschäft)
Ranger ist ein Fahrgeschäft, das ursprünglich von Huss Rides entwickelt und gebaut wurde. Die Fahrt besteht im Grunde nur aus Überschlägen, das erste Fahrgeschäft dieser Art wurde 1980 das erste Mal in Betrieb genommen. Neben der ursprünglichen Version von Huss Rides gibt es noch zahlreiche Varianten von anderen Herstellern.

## Aufbau
Der ursprüngliche Ranger wurde von Huss Rides in Bremen gebaut. Das Fahrgeschäft wurde als transportable Attraktion entworfen, um auch Volksfeste beschicken zu können. Ranger besitzt eine Gondel, die für 40 Personen Platz bietet. Diese Gondel ist an einem Arm befestigt, an dessen anderer Seite sich ein Gegengewicht befindet, ähnlich dem Top Spin der gleichen Firma. Mittlerweile wird das Fahrgeschäft nicht mehr produziert und somit auch nicht mehr zum Verkauf angeboten.

## Weitere Hersteller

### Fabbri
- Kamikaze wird von dem Hersteller – der Fabbri Group – auch Ranger benannt, besitzt auf jeder Seite des Fahrgeschäftes einen Gondelarm. Die geschlossenen Gondeln haben ein Fassungsvermögen von insgesamt 32 Personen. Die Höhe dieses Fahrgeschäftes beträgt 18,5 Meter.[1]
- Pandemonium besitzt ebenfalls wie Kamikaze auf jeder Seite einen Gondelarm. Jedoch besitzt das 25 Meter hohe Fahrgeschäft bodenlose Gondeln, die insgesamt ein Fassungsvermögen von 64 Personen aufweisen.[2]
- Cataclysm besitzt genau wie die anderen Ausführungen aus dem Hause Fabbri zwei Gondelarme und wie Pandemonium bodenlose Gondeln. Es sitzen immer zwei Personen pro Reihe nebeneinander, so ergibt sich pro Fahrt eine Kapazität von 40 Personen.[3]

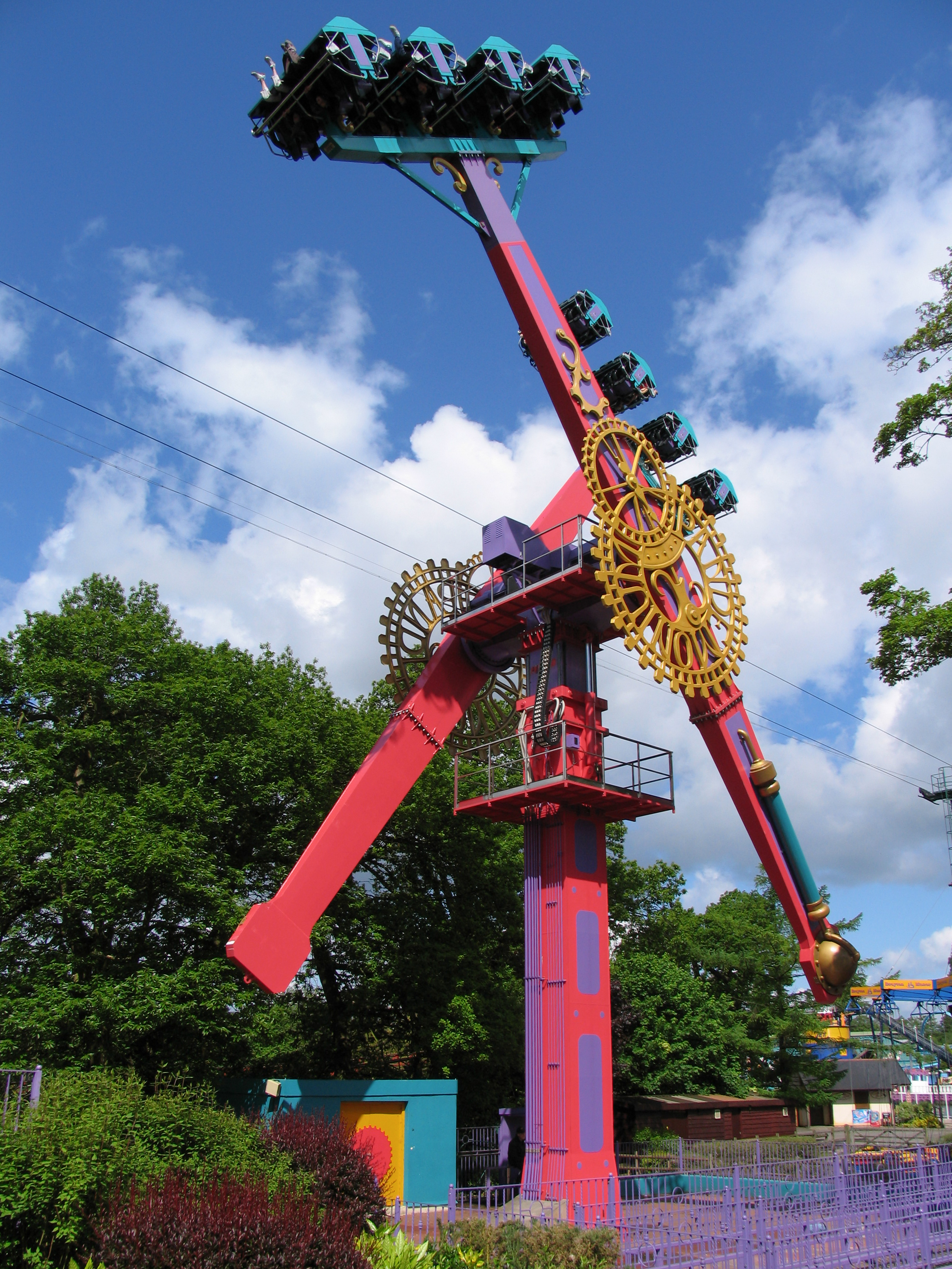
Fabbri Pandemonium im
Drayton Manor Theme Park.

### Intamin
- Suspended Twin Hammer, die erste Auslieferung von Intamin, ist fast baugleich zum Cataclysm von Fabbri. Die beiden Gondelarme bieten für insgesamt 32 Personen Platz.[4]
- Looping Starship kommt der ursprünglichen Version von Ranger aus dem Hause Huss sehr nahe. Der Unterschied bildet der Aufbau, da das 14,6 Meter hohe Looping Starship eher einer konventionellen Schiffschaukel gleicht und somit keinen einzelnen Gondelarm besitzt.[5]

### Weber
- Traumboot ist eine 20 Meter hohe Version des Fahrgeschäftes vom Hersteller Weber aus Bremen[6], das einen Gondelarm besitzt. Die Gondel hat ein Fassungsvermögen von 40 Personen.[7] Das Traumboot ist konstruktiv dem Ranger von Huss sehr ähnlich.